# Campeonato Sergipano de Futebol
O Campeonato Sergipano de Futebol é a competição organizada pela Federação Sergipana de Futebol (FSF) para disputa do título estadual entre os clubes de Sergipe.

## História

### Era amadora
Assim como em vários outros estados brasileiros, os primeiros clubes de futebol de Sergipe foram, inicialmente, dedicados a esportes náuticos como o remo. O Cotinguiba Esporte Clube e o Club Sportivo Sergipe, ambos da capital Aracaju, foram os pioneiros.

#### Os pioneiros
Oficialmente tudo começou em 1918 com a fundação da primeira entidade organizada. Antes, nas inúmeras tentativos para a difusão do futebol em Sergipe, muitos pioneiros idealistas perpetuaram seus nomes na história do futebol sergipano, fruto da abnegação pela causa que abraçaram.
Há um século esses heróis suportaram o descrédito e a ignorância de uma época em que as pessoas viviam arraigadas de preconceitos. Muitos sucumbiram no meio do caminho, vencidos pelos inúmeros obstáculos na implantação do futebol, esporte considerado "para vagabundos"! Um desses pioneiros foi o major Crispim Ferreira, do 26° Batalhão de Infantaria, sediada em Aracaju.
Foi ele quem organizou a primeira demonstração pública do futebol em Aracaju, em setembro de 1907, na praça General Valadão. Incansável na sua luta para difundir o "esporte bretão" na capital sergipana, Crispim Ferreira continuou por algum tempo arregimentando soldados e recrutas daquela guarnição militar para praticar o futebol no improvisado campo da praça Valadão, situado na frente do quartel.

#### O primeiro clube
Mas, em 1909, um moço nascido em Lagarto, que residiu durante três anos em Salvador, voltava para Aracaju com a firme ideia de fundar um clube para a prática do futebol. Era Mario Lins de Carvalho, então com 17 anos de idade. Convidou para a missão o amigo Carlos Baptista Bittencourt. Ambos passaram a procurar adeptos para a fundação do primeiro clube de futebol em Aracaju.
Após meses, uns grupos de rapazes reuniram-se na casa de Bittencourt - na rua de Maruim - e fundavam o "Sport Club Lux", cujo nome foi logo mudado para "Club do Football Sergipano". Suas cores eram vermelha e branca. Para a sede foi escolhida a residência de um dos fundadores, João Rocha, situada à rua Laranjeiras 123. O local escolhido para os treinos, foi a Praça do Palácio (atual Fausto Cardoso).

#### A Federação
A Federação Sergipana de Futebol foi fundada em 10 (dez) de novembro de 1926, com a denominação de Liga Sergipana de Esportes Atléticos. A partir de 10 de novembro de 1941 denominada Federação Sergipana de Desportos, e por decisão da Assembleia Geral Extraordinária realizada em 20 de janeiro de 1976, Federação Sergipana de Futebol.

#### Campeonatos e ligas
O primeiro campeonato de futebol em Sergipe foi realizado em 1918. A disputa, organizada pela "Liga Desportiva Sergipana", teve 4 equipes: Cotinguiba, 41° Batalhão FC, Sergipe e Industrial. O Continguiba sagrou-se campeão, vencendo o Sergipe por 2x0 no jogo final. Em 1919 não houve campeonato.
De 1920 a 1948 os jogos tiveram como palco o "Adolpho Rolemberg", considerado um dos melhores estádios do norte nordeste, segundo os jornais da época. Em 1927 foi organizada uma nova entidade, a "Liga Sergipana de Esportes Atléticos", com apenas 3 clubes filiados: Associação Atlética, América e Palmeiras, enquanto a Liga Desportiva Sergipana tinha 4 clubes filiados: Sergipe, Brasil, Cotinguiba e Aracaju. Em 1928 a Liga Sergipana de Esportes Atléticos passou a comandar completamente o futebol sergipano, com a dissolução da Liga Desportiva Sergipana, e a consequente filiação de seus clubes à Liga recém-criada.
E em 1931 mais 8 clubes filiaram-se à LSEA (Vasco, Guarani, Paulistano, Palestra, Vitório, Siqueira Campos, 13 de Julho e ETEA).
A partir de 1936, o campeonato sergipano passou a contar com clubes do interior, sendo o primeiro o Ipiranga, da cidade de Maruim. Em 1939 foi organizado o campeonato com a "Divisão do Interior", composta por 4 clubes filiados (Ipiranga, Riachuelo, Socialista e Laranjeiras), e a "Divisão da Capital". O Ipiranga foi o campeão do interior e o Sergipe foi o campeão da capital. Na disputa em "melhor de 3 partidas" entre os dois, o Sergipe sagrou-se campeão absoluto de 1939, com dois gols na prorrogação do jogo decisivo. Entretanto o Ipiranga entrou com recurso na Liga contra o Sergipe, que incluiu o jogador Renato Vieira, inscrito na Liga Paulista. Consultada, esta confirmou por ofício a denúncia do clube maruinense. Desta forma, a LSEA proclamou o Ipiranga "Campeão do Estado de Sergipe" de 1939. Esta forma de disputa perdurou até 1958.
Em 1959 o campeonato foi realizado por zonas: Leste (capital), Norte, Sul e Centro. Os cinco melhores da capital juntaram-se aos campeões das zonas do interior e realizaram, em 2 turnos, o Campeonato Sergipano.

### Era profissional
Em 1960 foi instituído o regime misto-profissional, sendo realizado o primeiro campeonato de profissionais naquele ano.
Em 1970 começou a "Era do Batistão", inaugurado em Junho de 1969, com capacidade para 25.000 pessoas. Na década de 70 a média de púbico pagante no Batistão era de 8.000 pessoas.
No campeonato de 1980 foi instituído o Acesso e Descenso.
Durante a Década de 2010 a equipe do Bairro Industrial conquistou quatro títulos, somado com os da Década de 2000, o Confiança conquistou ao todo oito títulos e chega a 21 títulos, 14 a menos que seu arquirrival e maior campeão do estado Sergipe.

## Transmissão

A fabricante de veículos Chevrolet, foi o patrocinador oficial da edição de 2013 e 2015.

A empresa de supermercados GBarbosa, foi o patrocinador oficial da edição de 2016 e 2017.

A cooperativa de apostas esportivas Estadium.Bet, foi o patrocinador oficial da edição de 2020.

Todos os jogos terão transmissão pela TV ou Internet, uma partida por rodada  aos sábados no canal TV Atalaia, os demais jogos da rodada serão transmitidos por pay-per-view na ITTV serviço de streaming da empresa Itabaianense Itnet. Além das emissoras de rádio do estado de Sergipe, Rádio Jornal, Rádio Cultura e Rádio Liberdade.

## Patrocinadores
Em 2013, foi firmado parceria entre a Federação Sergipana de Futebol e a marca Chevrolet para as temporadas de 2013 e 2015. A denominação oficial do Estadual foi Sergipão Chevrolet 2013/2014/2015.
Em 2016 e 2017, foi firmado uma parceria com a empresa de supermercados GBarbosa como patrocinadora oficial do Campeonato Sergipano Série A1 2016 e 2017.
Em 2020, após muitas reuniões, encontros e negociações a Federação Sergipana de Futebol (FSF), a entidade fechou uma parceria para o Sergipão de 2020. Com o acerto o Campeonato Sergipano volta a ter um patrocínio master. A parceira só foi possível depois da intervenção do presidente da Confederação Brasileira de Futebol (CBF) Rogério Cabloco, que vêm se empenhando para ajudar e colaborar com todos os seus filiados. O presidente da FSF, Milton Dantas está na sede da entidade no Rio de Janeiro, o presidente da FSF segue no Rio participando de reuniões com investidores do novo patrocinador master do Sergipão.
A nova parceira do futebol sergipano é a Estadium.Bet, uma empresa de apostas online alemã. Em grande ascensão no mercado brasileiro, desde 2017 virou rotineiro o interesse de sites de apostas em serem patrocinadores de clubes e entidades do futebol do Brasil. Com a parceria master o estadual de 2020, vai passar a ser chamando de Sergipão Estadium.Bet 2020. Foi firmado parceria entre a Federação Sergipana de Futebol e a marca Estadium.Bet para a temporada de 2020, sendo possível a renovação para 2021, a denominação oficial do Estadual será Sergipão Sergipão Estadium.Bet 2020.

## Lista dos campeões
Essa é a lista dos campeões de cada uma das edições :
| Edição    | Ano           | Campeão                     | Final                              | Vice-campeão         | Terceiro colocado    | Quarto colocado      | Part.                |
| --------- | ------------- | --------------------------- | ---------------------------------- | -------------------- | -------------------- | -------------------- | -------------------- |
| 1ª        | 1918 Detalhes | Cotinguiba (1)              | Quadrangular                       | Sergipe              | SC Industrial        | 41º Batalhão FC      | 4                    |
| 1919      | 1919          | Não houve campeonato        | Não houve campeonato               | Não houve campeonato | Não houve campeonato | Não houve campeonato | Não houve campeonato |
| 2ª        | 1920 Detalhes | Cotinguiba (2)              |                                    | Desconhecido         | Desconhecido         | Desconhecido         | —                    |
| 3ª        | 1921 Detalhes | SC Industrial (1)           |                                    | Sergipe              | Desconhecido         | Desconhecido         | —                    |
| 4ª        | 1922 Detalhes | Sergipe (1)                 |                                    | Cotinguiba           | Desconhecido         | Desconhecido         | —                    |
| 5ª        | 1923 Detalhes | Cotinguiba (3)              |                                    | SC Industrial        | Desconhecido         | Desconhecido         | —                    |
| 6ª        | 1924 Detalhes | Sergipe (2)                 |                                    | Desconhecido         | Desconhecido         | Desconhecido         | —                    |
| 1925—1926 | 1925—1926     | Não houve campeonato        | Não houve campeonato               | Não houve campeonato | Não houve campeonato | Não houve campeonato | Não houve campeonato |
| 7ª        | 1927 Detalhes | Sergipe (3)                 |                                    | Desconhecido         | Desconhecido         | Desconhecido         | —                    |
| 8ª        | 1928 Detalhes | Sergipe (4)                 |                                    | Desconhecido         | Desconhecido         | Desconhecido         | —                    |
| 9ª        | 1929 Detalhes | Sergipe (5)                 |                                    | Desconhecido         | Desconhecido         | Desconhecido         | —                    |
| 1930—1931 | 1930—1931     | Não houve campeonato        | Não houve campeonato               | Não houve campeonato | Não houve campeonato | Não houve campeonato | Não houve campeonato |
| 10ª       | 1932 Detalhes | Sergipe (6)                 |                                    | Vasco EC             | Desconhecido         | Desconhecido         | —                    |
| 11ª       | 1933 Detalhes | Sergipe (7)                 |                                    | Vasco EC             | Desconhecido         | Desconhecido         | —                    |
| 12ª       | 1934 Detalhes | Palestra (1)                | Hexagonal                          | Vitória              | Sergipe              | Paulistano           | 6                    |
| 13ª       | 1935 Detalhes | Palestra (2)                | Hexagonal                          | Sergipe              | Cotinguiba           | Vitória              | 6                    |
| 14ª       | 1936 Detalhes | Cotinguiba (4)              |                                    | Desconhecido         | Desconhecido         | Desconhecido         | —                    |
| 15ª       | 1937 Detalhes | Sergipe (8)                 |                                    | Desconhecido         | Desconhecido         | Desconhecido         | —                    |
| 1938      | 1938          | Não houve campeonato        | Não houve campeonato               | Não houve campeonato | Não houve campeonato | Não houve campeonato | Não houve campeonato |
| 16ª       | 1939 Detalhes | Ipiranga (1)                | 1 – 1 2 – 2 1 – 3                  | Sergipe              | Desconhecido         | Desconhecido         | —                    |
| 17ª       | 1940 Detalhes | Sergipe (9)                 | 1 – 2 2 – 1                        | Laranjeiras AC       | Desconhecido         | Desconhecido         | —                    |
| 18ª       | 1941 Detalhes | Riachuelo (1)               |                                    | Desconhecido         | Desconhecido         | Desconhecido         | —                    |
| 19ª       | 1942 Detalhes | Cotinguiba (5)              |                                    | Desconhecido         | Desconhecido         | Desconhecido         | —                    |
| 20ª       | 1943 Detalhes | Sergipe (10)                | 3 – 2 2 – 4 4 – 0                  | Riachuelo            | Desconhecido         | Desconhecido         | 10                   |
| 21ª       | 1944 Detalhes | Vasco EC (2)                | 5 – 3 5 – 2                        | Ipiranga             | Desconhecido         | Desconhecido         | —                    |
| 22ª       | 1945 Detalhes | Ipiranga (2)                | 5 – 3 1 – 1 4 – 2                  | Sergipe              | Desconhecido         | Desconhecido         | —                    |
| 23ª       | 1946 Detalhes | Olímpico FC (1)             | 5 – 3 4 – 3                        | Ipiranga             | Desconhecido         | Desconhecido         | —                    |
| 24ª       | 1947 Detalhes | Olímpico FC (2)             | 1 – 4 1 – 1 3 – 0 1 – 0            | Riachuelo            | Desconhecido         | Desconhecido         | —                    |
| 25ª       | 1948 Detalhes | Vasco EC (3)                | 3 – 4 4 – 1 2 – 2                  | Ipiranga             | Desconhecido         | Desconhecido         | —                    |
| 26ª       | 1949 Detalhes | Palestra (3)                | 4 – 1 0 – 3 1 – 1 3 – 3 pro. 1 – 0 | Passagem             | Desconhecido         | Desconhecido         | —                    |
| 27ª       | 1950 Detalhes | Passagem (1)                | 5 – 1 3 – 1                        | Paulistano           | Desconhecido         | Desconhecido         | —                    |
| 28ª       | 1951 Detalhes | Confiança (1)               | 2 – 2 7 – 1                        | Passagem             | Desconhecido         | Desconhecido         | —                    |
| 29ª       | 1952 Detalhes | Cotinguiba (6)              | 3 – 2 1 – 1 2 – 3 4 – 1            | Passagem             | Desconhecido         | Desconhecido         | —                    |
| 30ª       | 1953 Detalhes | Vasco EC (4)                | 3 – 2 0 – 0 1 – 0                  | Riachuelo            | Desconhecido         | Desconhecido         | —                    |
| 31ª       | 1954 Detalhes | Confiança (2)               | 4 – 1 1 – 0                        | Passagem             | Desconhecido         | Desconhecido         | —                    |
| 32ª       | 1955 Detalhes | Sergipe (11)                | 1 – 2 2 – 1                        | EC Santa Cruz        | Desconhecido         | Desconhecido         | —                    |
| 33ª       | 1956 Detalhes | EC Santa Cruz (1)           | 1 – 1 1 – 2 2 – 0                  | Paulistano           | Desconhecido         | Desconhecido         | —                    |
| 34ª       | 1957 Detalhes | EC Santa Cruz (2)           | 1 – 1 4 – 0                        | Cotinguiba           | Desconhecido         | Desconhecido         | —                    |
| 35ª       | 1958 Detalhes | EC Santa Cruz (3)           | 2 – 1 0 – 2 2 – 1                  | Confiança            | Desconhecido         | Desconhecido         | —                    |
| 36ª       | 1959 Detalhes | EC Santa Cruz (4)           | Octogonal                          | Olímpico FC          | Confiança            | Sergipe              | 21                   |
| 37ª       | 1960 Detalhes | EC Santa Cruz (5)           | 2 – 2 3 – 1 1 – 2 2 – 0            | Sergipe              | Confiança            | Propriá              | 10                   |
| 38ª       | 1961 Detalhes | Sergipe (12)                | 3 – 2 2 – 3 2 – 1                  | EC Santa Cruz        | Confiança            | Propriá              | 10                   |
| 39ª       | 1962 Detalhes | Confiança (3)               |                                    | Vasco EC             | Desconhecido         | Desconhecido         | —                    |
| 40ª       | 1963 Detalhes | Confiança (4)               |                                    | Sergipe              | Desconhecido         | Desconhecido         | —                    |
| 41ª       | 1964 Detalhes | Sergipe (13)                |                                    | EC Santa Cruz        | Desconhecido         | Desconhecido         | —                    |
| 42ª       | 1965 Detalhes | Confiança (5)               |                                    | América de Propriá   | Desconhecido         | Desconhecido         | —                    |
| 43ª       | 1966 Detalhes | América de Propriá (1)      |                                    | Confiança            | Desconhecido         | Desconhecido         | —                    |
| 44ª       | 1967 Detalhes | Sergipe (14)                |                                    | Confiança            | Desconhecido         | Desconhecido         | —                    |
| 45ª       | 1968 Detalhes | Confiança (6)               |                                    | Sergipe              | Desconhecido         | Desconhecido         | —                    |
| 46ª       | 1969 Detalhes | Itabaiana (1)               |                                    | Olímpico FC          | Desconhecido         | Desconhecido         | —                    |
| 47ª       | 1970 Detalhes | Sergipe (15)                |                                    | Itabaiana            | Desconhecido         | Desconhecido         | —                    |
| 48ª       | 1971 Detalhes | Sergipe (16)                |                                    | Itabaiana            | Desconhecido         | Desconhecido         | —                    |
| 49ª       | 1972 Detalhes | Sergipe (17)                | 1 – 0 1 – 2 4 – 2                  | Lagarto EC           | Itabaiana            | Confiança            | 12                   |
| 50ª       | 1973 Detalhes | Itabaiana (2)               | 0 – 1 1 – 0 1 – 1 Pen. 4 – 0       | Sergipe              | Vasco EC             | América de Propriá   | 11                   |
| 51ª       | 1974 Detalhes | Sergipe (18)                |                                    | Confiança            | Itabaiana            | Vasco EC             | 12                   |
| 52ª       | 1975 Detalhes | Sergipe (19)                | Hexagonal                          | Lagarto EC           | Confiança            | Cotinguiba           | 12                   |
| 53ª       | 1976 Detalhes | Confiança (7)               | 2 – 0                              | Cotinguiba           | Itabaiana            | Vasco EC             | 12                   |
| 54ª       | 1977 Detalhes | Confiança (8)               | 2 – 1 1 – 0                        | Sergipe              | Vasco EC             | Cotinguiba           | 12                   |
| 55ª       | 1978 Detalhes | Itabaiana (3)               | 1 – 0 0 – 1 1 – 0                  | Sergipe              | Vasco EC             | Confiança            | 9                    |
| 56ª       | 1979 Detalhes | Itabaiana (4)               |                                    | Cotinguiba           | Vasco EC             | Sergipe              | 12                   |
| 57ª       | 1980 Detalhes | Itabaiana (5)               | Octogonal                          | Confiança            | Sergipe              | Estanciano           | 12                   |
| 58ª       | 1981 Detalhes | Itabaiana (6)               | Quadrangular                       | Sergipe              | Confiança            | Cotinguiba           | 8                    |
| 59ª       | 1982 Detalhes | Itabaiana (7) Sergipe (20)  |                                    | Confiança            | Vasco EC             | Cotinguiba           | 8                    |
| 60ª       | 1983 Detalhes | Confiança (9)               | Quadrangular                       | Estanciano           | Itabaiana            | Sergipe              | 8                    |
| 61ª       | 1984 Detalhes | Sergipe (21)                | Quadrangular                       | Confiança            | EC Santa Cruz        | Estanciano           | 8                    |
| 62ª       | 1985 Detalhes | Sergipe (22)                | Pentagonal                         | Itabaiana            | Vasco EC             | Estanciano           | 8                    |
| 63ª       | 1986 Detalhes | Confiança (10)              | Pentagonal                         | Sergipe              | Itabaiana            | Vasco EC             | 8                    |
| 64ª       | 1987 Detalhes | Vasco EC (5)                | Quadrangular                       | Itabaiana            | Confiança            | Estanciano           | 8                    |
| 65ª       | 1988 Detalhes | Confiança (11)              | Hexagonal                          | Sergipe              | Maruinense           | Estanciano           | 8                    |
| 66ª       | 1989 Detalhes | Sergipe (23)                | Quadrangular                       | Confiança            | Itabaiana            | Lagarto              | 7                    |
| 67ª       | 1990 Detalhes | Confiança (12)              |                                    | Sergipe              | Desconhecido         | Desconhecido         | 9                    |
| 68ª       | 1991 Detalhes | Sergipe (24)                | 1 – 0                              | Confiança            | Itabaiana            | Maruinense           | 9                    |
| 69ª       | 1992 Detalhes | Sergipe (25)                | Quadrangular                       | Confiança            | São Cristóvão        | Itabaiana            | 9                    |
| 70ª       | 1993 Detalhes | Sergipe (26)                | Quadrangular                       | Vasco EC             | Itabaiana            | Maruinense           | 10                   |
| 71ª       | 1994 Detalhes | Sergipe (27)                | Quadrangular                       | Confiança            | Itabaiana            | Maruinense           | 10                   |
| 72ª       | 1995 Detalhes | Sergipe (28)                | Quadrangular                       | Confiança            | Itabaiana            | Cotinguiba           | 10                   |
| 73ª       | 1996 Detalhes | Sergipe (29)                | Quadrangular                       | Olímpico EC          | Vasco EC             | Itabaiana            | 10                   |
| 74ª       | 1997 Detalhes | Itabaiana (8)               | Triangular                         | Confiança            | Sergipe              | Gararu               | 8                    |
| 75ª       | 1998 Detalhes | Atlético Lagartense (1)     | Quadrangular                       | Vasco EC             | Sergipe              | Itabaiana            | 8                    |
| 76ª       | 1999 Detalhes | Sergipe (30)                | Quadrangular                       | Atlético Lagartense  | Coritiba             | Confiança            | 8                    |
| 77ª       | 2000 Detalhes | Sergipe (31) Confiança (13) |                                    | Atlético Lagartense  | Gararu               | Amadense             | 12                   |
| 78ª       | 2001 Detalhes | Confiança (14)              | 2 – 2 0 – 0 1 – 1                  | Atlético Lagartense  | Dorense              | Amadense             | 10                   |
| 79ª       | 2002 Detalhes | Confiança (15)              | 3 – 1 0 – 0 2 – 1                  | Itabaiana            | Guarany              | Atlético Lagartense  | 12                   |
| 80ª       | 2003 Detalhes | Sergipe (32)                | Hexagonal                          | Confiança            | Olímpico EC          | Riachuelo            | 14                   |
| 81ª       | 2004 Detalhes | Confiança (16)              | Hexagonal                          | Sergipe              | Atlético Lagartense  | Riachuelo            | 10                   |
| 82ª       | 2005 Detalhes | Itabaiana (9)               | Pontos Corridos                    | Sergipe              | Atlético Lagartense  | Boca Júnior          | 10                   |
| 83ª       | 2006 Detalhes | Olímpico de Pirambu (3)     | Pontos Corridos                    | Confiança            | Sergipe              | Itabaiana            | 10                   |
| 84ª       | 2007 Detalhes | América de Propriá (2)      | Quadrangular                       | Confiança            | Sergipe              | Itabaiana            | 10                   |
| 85ª       | 2008 Detalhes | Confiança (17)              | Quadrangular                       | Sergipe              | São Cristóvão        | Itabaiana            | 10                   |
| 86ª       | 2009 Detalhes | Confiança (18)              | 1 – 2 2 – 0                        | Sergipe              | Sete de Junho        | Itabaiana            | 10                   |
| 87ª       | 2010 Detalhes | River Plate (1)             | Quadrangular                       | Confiança            | Olímpico EC          | Itabaiana            | 10                   |
| 88ª       | 2011 Detalhes | River Plate (2)             | 3 – 0 1 – 1                        | São Domingos         | Sergipe              | Confiança            | 10                   |
| 89ª       | 2012 Detalhes | Itabaiana (10)              | 3 – 1 0 – 1                        | Confiança            | São Domingos         | River Plate          | 10                   |
| 90ª       | 2013 Detalhes | Sergipe (33)                | 0 – 0 3 – 2                        | River Plate          | Confiança            | Estanciano           | 10                   |
| 91ª       | 2014 Detalhes | Confiança (19)              | 2 – 0 2 – 1                        | Socorrense           | Sergipe              | Estanciano           | 10                   |
| 92ª       | 2015 Detalhes | Confiança (20)              | 1 – 0 4 – 0                        | Estanciano           | Lagarto              | Socorrense           | 10                   |
| 93ª       | 2016 Detalhes | Sergipe (34)                | 1 – 0 1 – 1                        | Itabaiana            | Confiança            | Boca Júnior          | 10                   |
| 94ª       | 2017 Detalhes | Confiança (21)              | 1 – 1 1 – 0                        | Itabaiana            | Sergipe              | Amadense             | 10                   |
| 95ª       | 2018 Detalhes | Sergipe (35)                | 1 – 0 1 – 1                        | Itabaiana            | Confiança            | Lagarto              | 10                   |
| 96ª       | 2019 Detalhes | Freipaulistano (1)          | 2 – 1 3 – 1                        | Itabaiana            | Confiança            | Lagarto              | 9                    |
| 97ª       | 2020 Detalhes | Confiança (22)              | Quadrangular                       | Sergipe              | Itabaiana            | Freipaulistano       | 8                    |
| 98ª       | 2021 Detalhes | Sergipe (36)                | 3 – 1 0 – 1                        | Lagarto              | Confiança            | Itabaiana            | 10                   |
| 99ª       | 2022 Detalhes | Sergipe (37)                | 2 – 1 1 – 1                        | Falcon               | Itabaiana            | Confiança            | 10                   |
| 100ª      | 2023 Detalhes | Itabaiana (11)              | 2 – 0                              | Confiança            | Sergipe              | Lagarto              | 10                   |
| 101ª      | 2024 Detalhes | Confiança (23)              | 1 – 1 0 – 0 Pen. 5 – 4             | Sergipe              | Lagarto              | Itabaiana            | 10                   |
| 101ª      | 2025 Detalhes | Confiança (24)              | 2 – 1 1 – 1                        | Itabaiana            | Lagarto              | América de Propriá   | 10                   |

NOTA: O Campeonato Sergipano de Futebol de 2000 está sub-júdice , tendo o Sergipe considerado campeão, mas o Confiança espera o resultado da justiça desportiva para que possa ser homologado como campeão no STJD.

### Títulos por clube
| Clube          | Campeão | Anos do Títulos | Vice | Anos do Vice |
| -------------- | ------- | --- | ---- | --- |
| Sergipe        | 37      | 1922, 1924, 1927, 1928, 1929, 1932, 1933, 1937, 1940, 1943, 1955, 1961, 1964, 1967, 1970, 1971, 1972, 1974, 1975, 1982, 1984, 1985, 1989, 1991, 1992, 1993, 1994, 1995, 1996, 1999, 2000**, 2003, 2013, 2016, 2018, 2021, 2022 | 19   | 1918, 1921, 1935, 1939, 1960, 1963, 1968, 1973, 1977, 1978, 1981, 1988, 1990, 2004, 2005, 2008, 2009, 2020, 2024 |
| Confiança      | 24      | 1951, 1954, 1962, 1963, 1965, 1968, 1976, 1977, 1983, 1986, 1988, 1990, 2000**, 2001, 2002, 2004, 2008, 2009, 2014, 2015, 2017, 2020, 2024, 2025                                                                               | 19   | 1955, 1958, 1966, 1967, 1974, 1980, 1984, 1989, 1991, 1992, 1994, 1995, 1997, 2003, 2006, 2007, 2010, 2012, 2023 |
| Itabaiana      | 11      | 1969, 1973, 1978, 1979, 1980, 1981, 1982, 1997, 2005, 2012, 2023 | 10   | 1970, 1971, 1985, 1987, 2002, 2016, 2017, 2018, 2019, 2025                                                       |
| Cotinguiba     | 6       | 1918, 1920, 1923, 1936, 1942, 1952 | 2    | 1976, 1979 |
| Santa Cruz     | 5       | 1956, 1957, 1958, 1959, 1960 | 2    | 1961, 1964 |
| Vasco          | 4       | 1944, 1948, 1953, 1987 | 6    | 1932, 1933, 1945, 1962, 1993, 1998                                                                               |
| Pirambu[ii]    | 3       | 1946, 1947, 2006 | 3    | 1948, 1949, 1969                                                                                                 |
| Palestra       | 3       | 1934, 1935, 1949 | 0    | |
| Ipiranga       | 2       | 1939, 1945 | 1    | 1944 |
| América        | 2       | 1966, 2007 | 1    | 1965 |
| River Plate    | 2       | 2010, 2011 | 1    | 2013 |
| Lagartense     | 1       | 1998 | 3    | 1999, 2000, 2001                                                                                                 |
| Riachuelo      | 1       | 1941 | 2    | 1943, 1947 |
| Industrial     | 1       | 1921 | 1    | 1923 |
| Passagem       | 1       | 1950 | 2    | 1952, 1954 |
| Freipaulistano | 1       | 2019 | 0    | |
| Lagarto EC     | 0       | | 2    | 1972, 1975 |
| Estanciano     | 0       | | 2    | 1983, 2015 |
| Vitória        | 0       | | 1    | 1934 |
| Laranjeiras AC | 0       | | 1    | 1940 |
| Olímpico EC    | 0       | | 1    | 1996 |
| São Domingos   | 0       | | 1    | 2011 |
| Socorrense     | 0       | | 1    | 2014 |
| Lagarto        | 0       | | 1    | 2021 |
| Falcon         | 0       | | 1    | 2022 |

ii. ^ O Olímpico Futebol Clube de Aracaju, campeão estadual em 1946 e 1947, é o mesmo clube, Olímpico Pirambu Futebol Clube, que na década de 2000 se mudou para Pirambu e conquistou o título estadual de 2006.

### Títulos por cidade
| Cidade                   | Títulos | Vices |
| ------------------------ | ------- | ----- |
| Aracaju                  | 75      | 51    |
| Itabaiana                | 11      | 10    |
| Estância                 | 5       | 4     |
| Carmópolis               | 2       | 1     |
| Maruim                   | 2       | 1     |
| Propriá                  | 2       | 1     |
| Lagarto                  | 1       | 6     |
| Neópolis                 | 1       | 2     |
| Riachuelo                | 1       | 2     |
| Frei Paulo               | 1       | 0     |
| Pirambu                  | 1       | 0     |
| Barra dos Coqueiros      | 0       | 1     |
| Itabaianinha             | 0       | 1     |
| Laranjeiras              | 0       | 1     |
| Nossa Senhora do Socorro | 0       | 1     |
| São Domingos             | 0       | 1     |

### Campeões consecutivos

#### Hexacampeonatos
- Sergipe: 2 vezes (1991-92-93-94-95-96) e (24-27-28-29-32-33*) * Embora não tenha sido em anos consecutivos, foram em campeonatos subsequentes.

#### Pentacampeonatos
- Itabaiana: 1 vez (1978-79-80-81-82)
- Santa Cruz: 1 vez (1956-57-58-59-60)

#### Tricampeonatos
- Confiança: 1 vez (2000**-01-02)
- Sergipe: 1 vez (1970-71-72)

#### Bicampeonatos
- Confiança: 5 vezes (1962-63), (1976-77), (2008-09), (2014-15), (2024–25)
- Sergipe: 4 vezes (1974-75), (1984-85), (1999-00), (2021-22)
- Olímpico/Pirambu: 1 vez (1946-47)
- River Plate: 1 vez (2010-11)
- Palestra: 1 vez (1934-35)

O título de 2000 é considerado dividido por sugestão da Federação Sergipana de Futebol, porem, o mesmo é alvo de disputa entre Sergipe e Confiança.

## Estatísticas

### Maiores goleadas
O maior número de gols em uma única partida ocorreu em 29 de setembro de 1935, quando o Sergipe derrotou o Vasco de Aracaju por 7 a 4 e a maior goleada ocorreu em 1934 e 1935, nos jogos Sergipe e Paulistano, Paulistano e Cotinguiba respectivamente, quando o placar foi de 8 a 1 para a dupla Sergipe e Cotinguiba. Sete gols também foi a diferença dos placares de 41º Batalhão e Cotinguiba em 1918, Sergipe e Paulistano em 1934 e Paulistano e Cotinguiba em 1935. O clube que mais sofreu goleadas foi o Paulistano com 3 goleadas, um total de 23 gols sofridos. Abaixo segue a lista das maiores goleadas da história do Sergipão.
| Maiores goleadas do Campeonato Sergipano | Maiores goleadas do Campeonato Sergipano | Maiores goleadas do Campeonato Sergipano | Maiores goleadas do Campeonato Sergipano | Maiores goleadas do Campeonato Sergipano | Maiores goleadas do Campeonato Sergipano |
| Nº                                       | Edição                                   | Mandante                                 | Placar                                   | Visitante                                | Data                                     |
| ---------------------------------------- | ---------------------------------------- | ---------------------------------------- | ---------------------------------------- | ---------------------------------------- | ---------------------------------------- |
| 1                                        | 1918                                     | 41º Batalhão                             | 0–7                                      | Cotinguiba                               | 21 de julho de 1918                      |
| 2                                        | 1934                                     | Sergipe                                  | 8–1                                      | Paulistano                               | 8 de julho de 1934                       |
| 2                                        | 1935                                     | Paulistano                               | 1–8                                      | Cotinguiba                               | 29 de setembro de 1935                   |
| 3                                        | 1935                                     | Paulistano                               | 1–7                                      | Sergipe                                  | 27 de outubro de 1935                    |
| 4                                        | 1935                                     | Vasco-SE                                 | 4–7                                      | Sergipe                                  | 29 de setembro de 1935                   |

### Públicos
Comparando com a popularidade do futebol no Brasil e tendo em vista que a Copa do Nordeste tem grandes públicos em seus jogos desde a sua criação, o Campeonato Sergipano de Futebol possui uma baixa média de público em comparação a outros campeonatos estaduais do Nordeste, ficando atrás de campeonatos como o Baiano, Cearense, Pernambucano e Potiguar. Na edição de 2020, a média de público foi de 1 422 pessoas por jogo. Apesar da média parecer baixa, foi a melhor desde 2016, que teve uma média de público de 1 322. Na média entre clubes destacam-se os clubes da capital e o Itabaiana, desde a edição de 2012 o clube que levou mais públicos foi o Sergipe obtendo em quatro edições a melhor média de público, em seguida vem Confiança em três edições com a melhores médias de públicos e o Itabaiana que teve em duas edições a melhor média de público. Entre o intervalo de 2012 a 2020, o clube que teve a melhor média de público na década de 2010, foi o Confiança na edição de 2020 com uma média de 4 681 torcedores por jogo.   
| Média de público das últimas edições do Campeonato Sergipano | Média de público das últimas edições do Campeonato Sergipano | Média de público das últimas edições do Campeonato Sergipano | Média de público das últimas edições do Campeonato Sergipano | Média de público das últimas edições do Campeonato Sergipano | Média de público das últimas edições do Campeonato Sergipano |
| Edição                                                       | Público total                                                | Média                                                        | Clube com melhor média                                       | Média do clube                                               | Maior público                                                |
| ------------------------------------------------------------ | ------------------------------------------------------------ | ------------------------------------------------------------ | ------------------------------------------------------------ | ------------------------------------------------------------ | ------------------------------------------------------------ |
| 2012                                                         | 122 193                                                      | 1 175                                                        | Itabaiana                                                    | 2 953                                                        | 8 917 (Confiança 1–0 Itabaiana)                              |
| 2013                                                         | 117 237                                                      | 1 010                                                        | Sergipe                                                      | 2 827                                                        | 13 422 (Sergipe 2–2 Confiança)                               |
| 2014                                                         | 78 563                                                       | 785                                                          | Sergipe                                                      | 1 374                                                        | 3 242 (Itabaiana 0–1 Amadense)                               |
| 2015                                                         | 70 221                                                       | 1 097                                                        | Sergipe                                                      | 3 994                                                        | 12 200 (Sergipe 1–1 Confiança)                               |
| 2016                                                         | 117 721                                                      | 1 322                                                        | Itabaiana                                                    | 4 100                                                        | 8 437 (Confiança 1–1 Sergipe)                                |
| 2017                                                         | 89 815                                                       | 1 009                                                        | Confiança                                                    | 2 725                                                        | 8 123 (Sergipe 2–2 Confiança)                                |
| 2018                                                         | 78 032                                                       | 1 258                                                        | Sergipe                                                      | 3 422                                                        | 9 317 (Sergipe 0–0 Itabaiana)                                |
| 2019                                                         | 49 249                                                       | 947                                                          | Confiança                                                    | 2 528                                                        | 10 388 (Confiança 1–0 Sergipe)                               |
| 2020                                                         | 42 666                                                       | 1 422                                                        | Confiança                                                    | 4 681                                                        | 9 979 (Confiança 2–1 Sergipe)                                |

Os maiores públicos do Campeonato Sergipano remontam ainda nas décadas de 80, 90 e início dos anos 2000, sem muitos dados precisos. Levando em consideração a década de 2010 os maiores púbicos ocorreram com o envolvimento dos três maiores clubes do estado (Confiança, Itabaiana e Sergipe), sendo o maior público na partida entre Confiança e Sergipe, no Batistão, em 17 de março de 2013, que teve a presença de 13 422 pagantes. Os maiores estádios do estado de Sergipe são a Arena Batistão e o João Hora na capital onde cabem 15 mil e 6 mil pessoas respectivamente, Mendonção em Itabaiana que cabe 12 mil pessoas, Vavazão em Maruim que cabe 10 235 pessoas, Barretão em Lagarto, Francão em Estância e João Alves em Propriá, todos com capacidade de 8 mil pessoas.
Devido a não possuir muitos estádios com capacidade acima de 6 mil pessoas, pode ser conferido as partidas com público superior a 6 000 pagantes, sendo que as 13 primeiras foram disputadas no Batistão. O jogo entre Estanciano e River Plate-SE em 26 de maio de 2011 teve o maior público registrado fora de Aracaju, com 7 525 pagantes no Estádio Francão, em Estância. O Itabaiana detém o recorde de maior torcida visitante na história da competição. Em 2012, 3 mil torcedores estiveram no Batistão para assistir a final contra o Confiança, tornando-se a maior torcida a favor de time visitante na história do futebol Sergipano.
O menor público da história do Campeonato Sergipano aconteceu três vezes na competição no mesmo ano, na partida entre Botafogo-SE e Estanciano, em 18 de março de 2017 no Estádio Francão, teve a presença de apenas 2 pagantes, o Boca Júnior em duas partidas colocou também 2 pagantes, contra o Freipaulistano em 12 de abril e contra o Itabaiana em 24 de abril. 
| Partidas com públicos acima de 6 000 pagantes | Partidas com públicos acima de 6 000 pagantes | Partidas com públicos acima de 6 000 pagantes | Partidas com públicos acima de 6 000 pagantes | Partidas com públicos acima de 6 000 pagantes | Partidas com públicos acima de 6 000 pagantes | Partidas com públicos acima de 6 000 pagantes |
| #                                             | Público[i]                                    | Mandante                                      | Placar                                        | Visitante                                     | Estádio                                       | Data                                          |
| --------------------------------------------- | --------------------------------------------- | --------------------------------------------- | --------------------------------------------- | --------------------------------------------- | --------------------------------------------- | --------------------------------------------- |
| 1                                             | 13 422                                        | Sergipe                                       | 2–2                                           | Confiança                                     | Arena Batistão                                | 17 de março de 2013                           |
| 2                                             | 12 200                                        | Sergipe                                       | 1–1                                           | Confiança                                     | Arena Batistão                                | 8 de fevereiro de 2015                        |
| 3                                             | 10 388                                        | Confiança                                     | 1–0                                           | Sergipe                                       | Arena Batistão                                | 13 de janeiro de 2019                         |
| 4                                             | 10 174                                        | Confiança                                     | 0–1                                           | Sergipe                                       | Arena Batistão                                | 1 de maio de 2013                             |
| 5                                             | 9 979                                         | Confiança                                     | 2–1                                           | Sergipe                                       | Arena Batistão                                | 12 de janeiro de 2020                         |
| 6                                             | 9 317                                         | Sergipe                                       | 0–0                                           | Itabaiana                                     | Arena Batistão                                | 14 de abril de 2018                           |
| 7                                             | 9 011                                         | Sergipe                                       | 3–2                                           | River Plate-SE                                | Arena Batistão                                | 26 de maio de 2013                            |
| 8                                             | 8 917                                         | Confiança                                     | 1–0                                           | Itabaiana                                     | Arena Batistão                                | 20 de maio de 2012                            |
| 9                                             | 8 785                                         | Confiança                                     | 2–0                                           | Sergipe                                       | Arena Batistão                                | 6 de maio de 2009                             |
| 10                                            | 8 437                                         | Confiança                                     | 1–1                                           | Sergipe                                       | Arena Batistão                                | 31 de janeiro de 2016                         |
| 11                                            | 8 123                                         | Sergipe                                       | 2–2                                           | Confiança                                     | Arena Batistão                                | 19 de março de 2017                           |
| 12                                            | 8 052                                         | Sergipe                                       | 1–1                                           | Falcon                                        | Arena Batistão                                | 9 de abril de 2022                            |
| 13                                            | 7 929                                         | Sergipe                                       | 2–1                                           | Confiança                                     | Arena Batistão                                | 20 de março de 2016                           |
| 14                                            | 7 599                                         | Sergipe                                       | 1–0                                           | Itabaiana                                     | Arena Batistão                                | 4 de maio de 2016                             |
| 15                                            | 7 525                                         | Estanciano                                    | 0–6                                           | River Plate-SE                                | Francão                                       | 11 de maio de 2011                            |
| 16                                            | 7 419                                         | Sergipe                                       | 1–0                                           | Confiança                                     | Arena Batistão                                | 18 de fevereiro de 2018                       |
| 17                                            | 7 371                                         | Sergipe                                       | 0–0                                           | Sergipe                                       | Arena Batistão                                | 27 de abril de 2016                           |
| 18                                            | 7 246                                         | Confiança                                     | 1–1                                           | Sergipe                                       | Arena Batistão                                | 18 de março de 2018                           |
| 19                                            | 7 188                                         | Confiança                                     | 2–2                                           | Sergipe                                       | Arena Batistão                                | 21 de março de 2015                           |
| 20                                            | 7 808                                         | Sergipe                                       | 1–1                                           | Confiança                                     | Arena Batistão                                | 3 de fevereiro de 2022                        |
| 21                                            | 6 915                                         | Sergipe                                       | 1–0                                           | Confiança                                     | Arena Batistão                                | 2 de maio de 2012                             |
| 22                                            | 6 779                                         | Confiança                                     | 1–0                                           | Sergipe                                       | Arena Batistão                                | 6 de maio de 2012                             |
| 23                                            | 6 480                                         | Itabaiana                                     | 0–1                                           | Confiança                                     | Mendonção                                     | 6 de maio de 2017                             |
| 24                                            | 6 288                                         | Sergipe                                       | 1–2                                           | Confiança                                     | Arena Batistão                                | 19 de fevereiro de 2017                       |
| 25                                            | 6 087                                         | Confiança                                     | 1–1                                           | Itabaiana                                     | Arena Batistão                                | 29 de abril de 2017                           |
| 26                                            | 6 084                                         | Confiança                                     | 4–2                                           | Estanciano                                    | Arena Batistão                                | 9 de maio de 2015                             |
| 27                                            | 6 073                                         | Itabaiana                                     | 1–1                                           | Sergipe                                       | Mendonção                                     | 7 de maio de 2016                             |

## Artilheiros
| Ano  | Artilheiro                           | Clube                                                                    | Gols |
| ---- | ------------------------------------ | ------------------------------------------------------------------------ | ---- |
| 1973 | Duda                                 | Itabaiana (Itabaiana)                                                    | 17   |
| 1974 | Nunes                                | Confiança (Aracaju)                                                      | 17   |
| 1975 | Marcílio                             | Sergipe (Aracaju)                                                        | 17   |
| 1976 | Mica                                 | Confiança (Aracaju)                                                      | 19   |
| 1977 | Peribaldo                            | Sergipe (Aracaju)                                                        | 25   |
| 1978 | Florisvaldo                          | Vasco-SE (Aracaju)                                                       | 30   |
| 1979 | Belo                                 | Cotinguiba (Aracaju)                                                     | 10   |
| 1980 | Nilson Hora                          | Itabaiana (Itabaiana)                                                    | 16   |
| 1981 | Dão                                  | Sergipe (Aracaju)                                                        | 18   |
| 1982 | Valença                              | Sergipe (Aracaju)                                                        | 26   |
| 1983 | Luís Carlos                          | Confiança (Aracaju)                                                      | 22   |
| 1984 | Zé Raimundo                          | Confiança (Aracaju)                                                      | 19   |
| 1985 | Zé Raimundo                          | Vasco-SE (Aracaju)                                                       | 14   |
| 1987 | Celso Mendes                         | Sergipe (Aracaju)                                                        | 18   |
| 1989 | Celso Mendes                         | Sergipe (Aracaju)                                                        | 10   |
| 1990 | Audair                               | Confiança (Aracaju)                                                      | 15   |
| 1991 | Elenílson Lêniton                    | Sergipe (Aracaju)                                                        | 15   |
| 1992 | Rocha                                | Sergipe (Aracaju)                                                        | 20   |
| 1993 | Pedro Costa                          | Itabaiana (Itabaiana)                                                    | 27   |
| 1994 | Marcelo Sergipano                    | Sergipe (Aracaju)                                                        | 25   |
| 1995 | Curel                                | Sergipe (Aracaju)                                                        | 21   |
| 1996 | Ronaldo Falcão                       | Sergipe (Aracaju)                                                        | 16   |
| 1997 | Paulo Sergio                         | Itabaiana (Itabaiana)                                                    | 27   |
| 1998 | Mário Sergio                         | Sergipe (Aracaju)                                                        | 12   |
| 1999 | Hugo Henrique                        | Sergipe (Aracaju)                                                        | 25   |
| 2000 | Pedro Costa                          | Sergipe (Aracaju)                                                        | 24   |
| 2001 | Aílton                               | Confiança (Aracaju)                                                      | 11   |
| 2002 | Tosca                                | Itabaiana (Itabaiana)                                                    | 14   |
| 2003 | Dagil                                | Dorense (Nossa Sra. das Dores)                                           | 14   |
| 2004 | Luciano Baiano                       | Itabaiana (Itabaiana)                                                    | 16   |
| 2005 | Márcio Carioca                       | Boca Júnior (Cristinápolis)                                              | 15   |
| 2006 | Alex Paulista                        | Sergipe (Aracaju)                                                        | 15   |
| 2007 | Luciano Baiano                       | Sergipe (Aracaju)                                                        | 14   |
| 2008 | Hugo Henrique                        | Sergipe (Aracaju)                                                        | 18   |
| 2009 | Hugo Henrique                        | Sergipe (Aracaju)                                                        | 18   |
| 2010 | Bibi Cristiano Alagoano Fio          | River Plate-SE (Carmópolis) Confiança (Aracaju) Olímpico (Itabaianinha)  | 9    |
| 2011 | Rafael Grampola                      | Sergipe (Aracaju)                                                        | 11   |
| 2012 | Nivaldo                              | São Domingos (São Domingos)                                              | 14   |
| 2013 | Leandro Kivel                        | River Plate-SE (Carmópolis)                                              | 10   |
| 2014 | Leandro Kivel                        | Confiança (Aracaju)                                                      | 15   |
| 2015 | Da Silva                             | Estanciano (Estância)                                                    | 9    |
| 2016 | Dagil Leandro Kivel Paulinho Macaíba | Dorense (Nossa Sra. das Dores) Confiança (Aracaju) Itabaiana (Itabaiana) | 10   |
| 2017 | Tito                                 | Confiança (Aracaju)                                                      | 14   |
| 2018 | Frontini Matheus Jesus               | Confiança (Aracaju) Boca Júnior (Cristinápolis)                          | 6    |
| 2019 | Luan                                 | Freipaulistano (Frei Paulo)                                              | 9    |
| 2020 | Luan                                 | Freipaulistano (Frei Paulo)                                              | 6    |
| 2021 | Felipe Alves                         | Lagarto (Lagarto)                                                        | 7    |
| 2022 | Renan Gorne                          | Confiança (Aracaju)                                                      | 11   |
| 2023 | Neto Oliveira                        | Falcon (Aracaju)                                                         | 6    |
| 2024 | Gustavo Schutz                       | Itabaiana (Itabaiana)                                                    | 8    |
| 2025 | Neto Oliveira                        | Confiança (Araçatuba)                                                    | 8    |

## Classificação Geral
Dados de 1998, 2000 até 2018. 
 Clubes em Negrito estão participando da edição de 2018
| Pos | Times              | Pts | J   | V   | E   | D   | GP  | GC  | SG   | P  |
| --- | ------------------ | --- | --- | --- | --- | --- | --- | --- | ---- | -- |
| 1   | Confiança          | 833 | 442 | 242 | 107 | 93  | 746 | 435 | +311 | 20 |
| 2   | Sergipe            | 818 | 435 | 233 | 119 | 83  | 772 | 441 | +331 | 20 |
| 3   | Itabaiana          | 613 | 404 | 166 | 115 | 123 | 505 | 402 | +103 | 20 |
| 4   | Lagarto            | 436 | 313 | 117 | 85  | 111 | 417 | 395 | +22  | 16 |
| 5   | Olímpico           | 357 | 282 | 93  | 78  | 111 | 347 | 405 | -58  | 14 |
| 6   | Guarany-SE         | 254 | 237 | 60  | 74  | 103 | 282 | 375 | -93  | 13 |
| 7   | River Plate-SE     | 244 | 178 | 65  | 49  | 64  | 230 | 239 | -9   | 8  |
| 8   | Amadense           | 214 | 211 | 53  | 55  | 103 | 225 | 333 | -108 | 12 |
| 9   | Dorense            | 182 | 146 | 45  | 47  | 54  | 174 | 180 | -6   | 8  |
| 10  | América de Propriá | 167 | 132 | 45  | 32  | 54  | 161 | 194 | -33  | 7  |
| 11  | Estanciano         | 167 | 150 | 45  | 32  | 73  | 163 | 246 | -83  | 8  |
| 12  | São Domingos       | 155 | 105 | 43  | 29  | 33  | 157 | 126 | 31   | 5  |
| 13  | Riachuelo          | 150 | 128 | 38  | 36  | 54  | 167 | 178 | -11  | 6  |
| 14  | Socorrense         | 151 | 122 | 40  | 31  | 51  | 133 | 150 | -17  | 7  |
| 15  | Boca Júnior        | 127 | 134 | 34  | 25  | 75  | 147 | 229 | -82  | 8  |
| 16  | Maruinense         | 116 | 107 | 28  | 32  | 47  | 109 | 150 | -41  | 6  |
| 17  | Pirambu            | 91  | 76  | 24  | 19  | 33  | 117 | 119 | -2   | 4  |
| 18  | Coritiba-SE        | 82  | 92  | 19  | 25  | 48  | 78  | 142 | -64  | 6  |
| 19  | São Cristóvão-SE   | 74  | 60  | 19  | 17  | 24  | 64  | 79  | -15  | 3  |
| 20  | Sete de Junho      | 71  | 60  | 18  | 17  | 25  | 63  | 81  | -18  | 3  |
| 21  | Gararu             | 65  | 59  | 17  | 14  | 28  | 68  | 98  | -30  | 3  |
| 22  | Vasco-SE           | 35  | 19  | 11  | 2   | 6   | 23  | 25  | -2   | 1  |
| 23  | Propriá            | 35  | 48  | 8   | 11  | 29  | 45  | 127 | -82  | 2  |
| 24  | Canindé            | 33  | 36  | 8   | 9   | 19  | 50  | 75  | -25  | 2  |
| 25  | Freipaulistano     | 27  | 28  | 7   | 6   | 15  | 24  | 45  | -21  | 2  |
| 26  | Boquinhense        | 15  | 10  | 4   | 3   | 3   | 12  | 9   | 3    | 1  |
| 27  | Botafogo-SE        | 6   | 15  | 2   | 0   | 13  | 7   | 41  | -34  | 1  |

- OBS.:
- O Pirambu chamava-se Olímpico Futebol Clube com sede em Aracaju, em 2005 mudou sua sede para a cidade de Pirambu e mudando o nome para Olímpico Pirambu Futebol Clube.
- O River Plate-SE chamava-se Sociedade Esportiva São Cristóvão, mudou de nome em 2006 para River Plate.
- O São Domingos na edição de  2012, perdeu três pontos por conta da escalação irregular de um jogador na primeira rodada da Taça Cidade de Aracaju.
- O Coritiba-SE na edição de  2015, foi penalizado com perda de 3 pontos por colocar dois jogadores irregulares.
- O Lagarto é o mesmo clube do antigo Lagartense que foi refundado com a atual denominação em 2009.

## Melhores clubes do interior
De 1980 até os dias atuais, estão listadas as equipes exceto a dupla da Capital que, ano a ano e os clubes do interior que chegou a ser campeão, fizeram melhor campanha no Sergipão e com isso foram declaradas Melhores Clubes do Interior. A federação não considera como título, portanto considera os melhores clubes do interior exceto se for campeão.
| Ano  | Campeão        | Cidade                   |
| ---- | -------------- | ------------------------ |
| 1983 | Estanciano     | Estância                 |
| 1984 | Santa Cruz     | Estância                 |
| 1985 | Itabaiana      | Itabaiana                |
| 1987 | Itabaiana      | Itabaiana                |
| 1988 | Maruinense     | Maruim                   |
| 1994 | Itabaiana      | Itabaiana                |
| 1995 | Itabaiana      | Itabaiana                |
| 1996 | Olímpico       | Itabaianinha             |
| 1997 | Gararu         | Gararu                   |
| 1998 | Itabaiana      | Itabaiana                |
| 1999 | Lagartense     | Lagarto                  |
| 2000 | Gararu         | Gararu                   |
| 2001 | Dorense        | Nossa Senhora das Dores  |
| 2002 | Itabaiana      | Itabaiana                |
| 2003 | Olímpico       | Itabaianinha             |
| 2004 | Lagartense     | Lagarto                  |
| 2005 | Lagartense     | Lagarto                  |
| 2006 | Itabaiana      | Itabaiana                |
| 2007 | Itabaiana      | Itabaiana                |
| 2008 | São Cristóvão  | São Cristóvão            |
| 2009 | Sete de Junho  | Tobias Barreto           |
| 2010 | Olímpico       | Itabaianinha             |
| 2011 | São Domingos   | São Domingos             |
| 2012 | São Domingos   | São Domingos             |
| 2013 | River Plate-SE | Carmópolis               |
| 2014 | Socorrense     | Nossa Senhora do Socorro |
| 2015 | Estanciano     | Estância                 |
| 2016 | Itabaiana      | Itabaiana                |
| 2017 | Itabaiana      | Itabaiana                |
| 2018 | Itabaiana      | Itabaiana                |
| 2019 | Itabaiana      | Itabaiana                |
| 2020 | Itabaiana      | Itabaiana                |
| 2021 | Lagarto        | Lagarto                  |
| 2022 | Falcon         | Barra dos Coqueiros      |
| 2023 | Itabaiana      | Itabaiana                |
| 2024 | Lagarto        | Lagarto                  |

### Títulos por equipe
| Clube            | Cidade               | Títulos                                                                                 |
| ---------------- | -------------------- | --------------------------------------------------------------------------------------- |
| Itabaiana        | Itabaiana            | 14 (1985, 1987, 1994, 1995, 1998, 2002, 2006, 2007, 2016, 2017, 2018, 2019, 2020, 2023) |
| Olímpico         | Itabaianinha         | 3 (1996, 2003, 2010)                                                                    |
| Lagartense       | Lagarto              | 3 (1999, 2004, 2005)                                                                    |
| Estanciano       | Estância             | 2 (1983, 2015)                                                                          |
| Gararu           | Gararu               | 2 (1997, 2000)                                                                          |
| São Domingos     | São Domingos         | 2 (2011, 2012)                                                                          |
| Lagarto          | Lagarto              | 2 (2021, 2024)                                                                          |
| Santa Cruz       | Estância             | 1 (1984)                                                                                |
| Maruinense       | Maruim               | 1 (1988)                                                                                |
| Dorense          | Nossa Sra das Dores  | 1 (2001)                                                                                |
| São Cristóvão-SE | São Cristóvão        | 1 (2008)                                                                                |
| Sete de Junho    | Tobias Barreto       | 1 (2009)                                                                                |
| River Plate-SE   | Carmópolis           | 1 (2013)                                                                                |
| Socorrense       | Nossa Sra do Socorro | 1 (2014)                                                                                |
| Falcon           | Barra dos Coqueiros  | 1 (2022)                                                                                |